# Elisabet Lucretia av Cieszyn
Elisabet Lucretia av Cieszyn eller Teschen, född 1599, död 1653, var en polsk adelskvinna. Hon var regerande hertiginna av hertigdömet Cieszyn, också kallat Teschen, mellan 1625 och 1653. Hon var också ställföreträdande regent i Cieszyn för sin frånvarande bror 1618-1624 och 1624-1625. 

## Biografi
Elisabet Lucretia var dotter till hertig Adam Wenceslaus av Cieszyn och Elisabet Kettler. Hennes far avled 1617 och efterträddes av hennes bror Fredrik Vilhelm av Cieszyn. 1618 tvingades hon mot sin vilja gifta sig med prins Gundaker av Liechtenstein. Paret fick en dotter och två söner. Hennes bror föredrog att leva utomlands: han levde i Tyskland när han blev hertig och föredrog att stanna där, och överlät åt sin syster att styra hertigdömet som hans representant. Han återvände 1624 på ett besök, men lämnade sedan återigen landet. 
När hennes bror avled ogift och barnlös 1625 hade Elisabet Lucretia redan makten som hans regent, och gjorde anspråk på att efterträda honom. Hertigdömet var formellt vasall under kungadömet Böhmen, och kejsar Ferdinand II gjorde i egenskap av Böhmens kung anspråk på hertigdömet med hänvisning till att Elisabet Lucretia som kvinna saknade arvsrätt. Elisabet Lucretia kunde emellertid hänvisa till hertigdömets tronföljdsordning från 1498 som var godkänd av Böhmen och legitimerade kvinnlig tronföljd. Efter sin tronbestigning separerade hon från sin make, som hon aldrig velat gifta sig med. 
Under hennes regeringstid blev hertigdömet indraget i trettioåriga kriget och utsattes för svår förödelse. Det plundrades av danskarna 1626-27 och av svenskarna 1642-43 och 1645-47, och hon fick vid de två senare tillfällena personligen fly undan fienden, samtidigt som pest och svält minskade befolkningen. När freden slutligen återställdes 1648 av hertigdömet ekonomiskt och demografiskt förstört. 
Elisabet Lucretia avled 1653. Trots att hon hade barn som kunde ärva henne, lyckades kejsaren denna gång dra in hertigdömet till kronan, och det tillhörde sedan Huset Habsburg fram till dess upplösning 1918.